# Oene Romkes de Jongh
Oene Romkes de Jongh, signerend O.R. de Jongh, (Makkum, 6 april 1812 - Amsterdam, 1 juli 1896) was een Nederlands schilder.

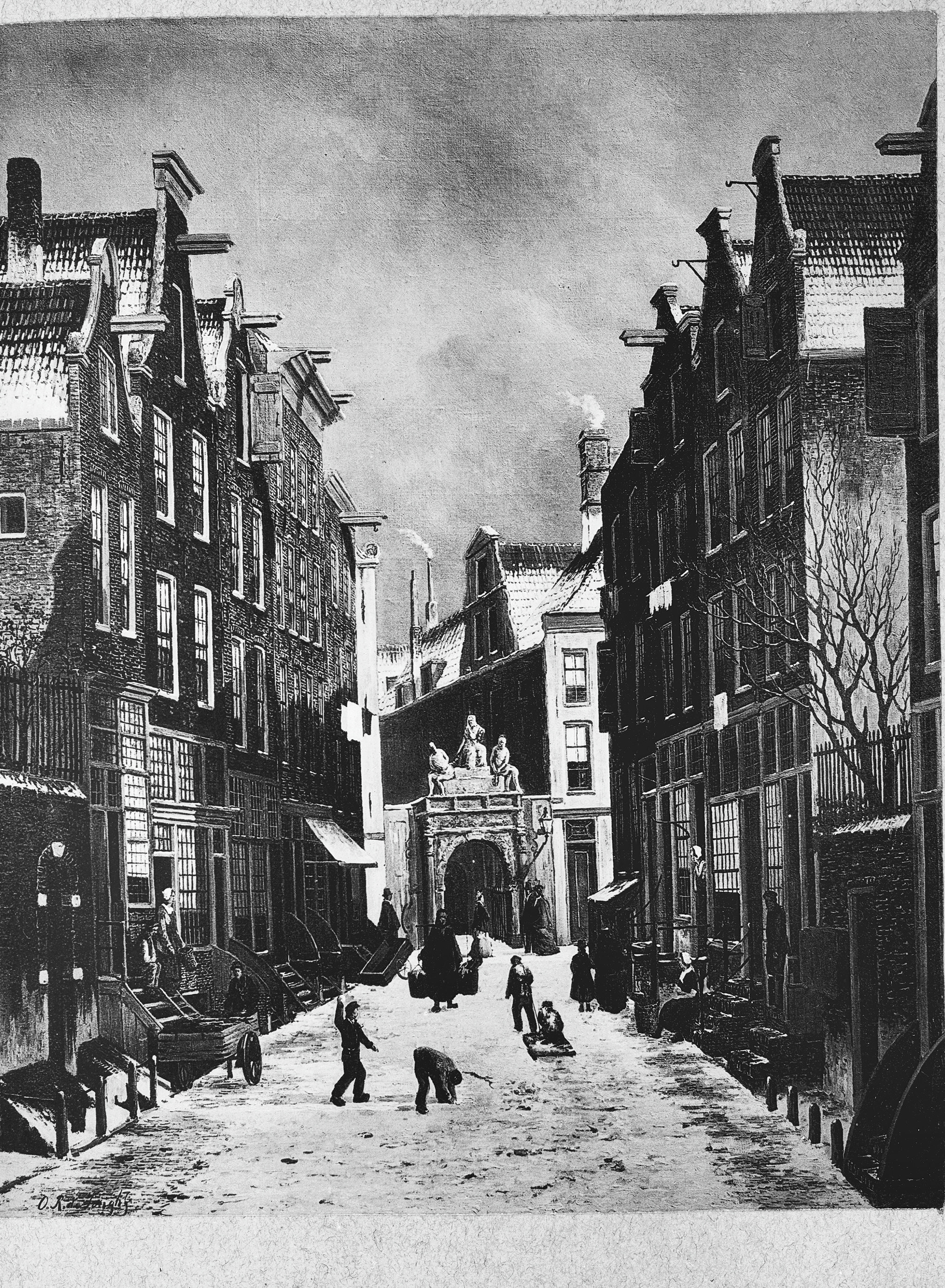
Gezicht op het Rasphuispoortje

De Jongh is bekend van stadsgezichten, vaak in de winter, zoals:
- Het Broekerhuis (Broek in Waterland) (1882)[1]
- De Nieuwe Zijds Voorburgwal vóór de demping, tussen de Pijpenmarkt en de Weessluis (Amsterdam)[2]
- Gezicht op de Houtgracht (Amsterdam)[3]
- Gezicht uit de Voetboogstraat op het Rasphuispoortje (Amsterdam)
- Gezicht op het Zuiderspui met de Drommedaris (Enkhuizen).

- Biografisch Portaal: 33551413
- Gemeinsame Normdatei: 1185608206
- RKD-Nederlands Instituut voor Kunstgeschiedenis: 42771
- Union List of Artist Names: 500005731
- Virtual International Authority File: 95715864
- WorldCat: E39PBJy8xRBJdtgYFX4mtFKPQq